# ویمالا رامان
ویمالا رامان (به انگلیسی: Vimala Raman) بازیگر، مدل هندی-استرالیایی است.
از فیلم‌هایی که وی در آن نقش داشته است می‌توان به سد ۹۹۹ و زنده‌باد ونکاتسایا اشاره کرد.